# Marbella FC
Der Marbella Fútbol Club (ehemals Unión Deportiva Marbella), im deutschen Sprachraum auch bekannt als FC Marbella, ist ein spanischer Fußballverein aus der andalusischen Stadt Marbella. Der Verein wurde 1997 als Nachfolger des ruinösen Vereins Club Atlético Marbella gegründet. Seine Heimspiele trägt der Verein im Estadio Municipal Antonio Lorenzo Cuevas aus, welches Platz für 7300 Zuschauer bietet.

## Geschichte
Der Verein wurde 1997 direkt nach der Auflösung von CA Marbella gegründet und gehörte Jesús Gil, der zur gleichen Zeit Präsident und Hauptaktionär von Atlético Madrid, sowie Bürgermeister von Marbella war. Die erste Saison spielte der Verein in der Primera División de Andalucía und schaffte direkt den Aufstieg in die Tercera División, wo man 2001 seine Gruppe als Meister abschließen konnte, den Aufstieg aber in den Play-offs verpasste. Dieser gelang aber zwei Jahre später in der Saison 2002/03. Seitdem spielt der Verein in der Segunda División B, der dritten spanischen Fußballliga. 2007 wurde der Verein von den Geschäftsleuten Ian Radford und Wayne Elliot übernommen. In der Saison 2008/09 erreichte der Verein die Aufstiegs-Playoffs, scheiterte dort aber an Lorca Deportiva. In der folgenden Spielzeit musste der Verein nach sieben Jahren den Abstieg in die vierte Spielklasse hinnehmen.
Am 13. Februar 2013 wurde der Verein an eine russische Investorengruppe, um Alexander Grinberg, verkauft. Am 28. Juni wurde Unión vom neuen Präsidenten Grinberg in Marbella Fútbol Club umbenannt, in der Hoffnung mit dem neuen Namen auch im Ausland Fans zu gewinnen. Die Saison 2013/14 endete mit dem Aufstieg in die Segunda División B, nachdem man den CD Eldense in den Playoffs bezwang.

## Aktueller Kader
Stand: 12. Juli 2025
| Nr. |                     | Position | Name           |
| --- | ------------------- | -------- | -------------- |
| 2   | Spanien             | AB       | Jorge Álvarez  |
| 5   | Spanien             | MF       | Luis Acosta    |
| 8   | Spanien             | ST       | Zeki Díaz      |
| 9   | China Volksrepublik | ST       | Yuezheng Du    |
| 10  | Spanien             | AB       | Aitor Puñal    |
| 14  | Spanien             | AB       | Marcos Olguín  |
| 16  | Äquatorialguinea    | ST       | Dorian Hanza   |
| 18  | Ghana               | ST       | Tahiru Awudu   |
| 19  | Ghana               | ST       | Ernest Ohemeng |
| 25  | Spanien             | MF       | Álex López     |

| Nr. |          | Position | Name             |
| --- | -------- | -------- | ---------------- |
|     | Spanien  | AB       | Alberto Escassi  |
|     | Spanien  | AB       | Álex Martínez    |
|     | Spanien  | MF       | Eugeni           |
|     | Spanien  | MF       | Luis Alcade      |
|     | Suriname | MF       | Chesron Oostwoud |
|     | Spanien  | AB       | Gabriel Clemente |
|     | Spanien  | ST       | José Cambra      |
|     | Spanien  | ST       | Alejandro Toper  |
|     | Spanien  | ST       | Pau Palacín      |